# Cuerpos de la Guardia Revolucionaria Islámica
Los Cuerpos de la Guardia Revolucionaria Islámica (en persa: سپاه پاسداران انقلاب اسلامی‎, romanizado: Sepâh-e Pâsdârân-e Enghelâb-e Eslâmi, lit. 'Ejército de los Guardianes de la Revolución Islámica') es una rama de las Fuerzas Armadas iraníes, fundada después de la Revolución iraní el 22 de abril de 1979 por orden del ayatolá Ruhollah Jomeiní. Mientras que el Ejército iraní defiende las fronteras iraníes y mantiene el orden interno, según la constitución iraní, la Guardia Revolucionaria (Pasdaran) está destinada a proteger el sistema político de la república islámica del país. Los Guardias Revolucionarios afirman que su papel en la protección del sistema islámico es prevenir la interferencia extranjera, así como los golpes de Estado por parte de los militares o "movimientos desviados".
La Guardia Revolucionaria tiene aproximadamente 125 000 efectivos militares y comprende fuerzas terrestres, aeroespaciales y navales. Sus fuerzas navales son ahora las fuerzas primarias encargadas del control operativo del golfo Pérsico. También controla la milicia paramilitar Basij, que cuenta con unos 90,000 efectivos. Su brazo mediático es Sepah News.
Desde su origen como una milicia ideológicamente impulsada, el Ejército de los Guardianes de la Revolución Islámica ha desempeñado un papel muy importante en casi todos los aspectos de la sociedad iraní. Su papel social, político, militar y económico ampliado bajo la administración del presidente Mahmoud Ahmadinejad, especialmente durante las elecciones presidenciales de 2009, y la supresión de protestas postelectorales han llevado a muchos analistas occidentales a argumentar que su poder político ha superado incluso al del sistema clerical chiita del país.
El Comandante en Jefe de la Guardia Revolucionaria desde 2019 hasta su asesinato en 2025 fue Hossein Salami, que fue precedido por Mohammad Ali Jafari y Yahya Rahim Safavi, respectivamente, de 2007 y 1997.
El Cuerpo de la Guardia Revolucionaria Islámica está designado como organización terrorista por los gobiernos de Baréin, Arabia Saudita y los Estados Unidos.

## Terminología
Las organizaciones gubernamentales en Irán son comúnmente conocidas por nombres de una palabra (que generalmente denotan su función) en lugar de siglas o versiones abreviadas. La población en general se refiere al CGRI como Sepâh (سپاه), palabra que tiene una connotación histórica de soldados, mientras que en el persa moderno también se usa para describir una unidad del tamaño de un cuerpo; en el persa moderno la palabra Artesh (ارتش) es el término más estándar para un ejército.
Pâsdârân (پاسداران) es la forma plural de Pâsdâr (پاسدار), que significa "guardián", y los miembros del Sepāh se conocen como Pāsdār, que también es su título y viene después de su rango.
Además del nombre Cuerpo de la Guardia Revolucionaria Islámica, el Gobierno iraní, los medios de comunicación y aquellos que se identifican con la organización generalmente usan Sepāh-e Pâsdârân (Ejército de los Guardianes), aunque no es raro escuchar Pâsdârân-e Enghelâb (پاسداران انقلاب) (Guardianes de la Revolución), o simplemente Pâsdârân (پاسداران) (Guardianes). Entre la población iraní, y especialmente entre los iraníes de la diáspora, usar la palabra Pasdaran normalmente indica admiración por la organización.
La mayoría de los gobiernos extranjeros y los medios de comunicación de habla inglesa tienden a usar el término Guardias Revolucionarios Iraníes (IRG) o simplemente los Guardias Revolucionarios. En los medios de comunicación de Estados Unidos, a la fuerza se les conoce indistintamente como el Cuerpo de la Guardia Revolucionaria Iraní o el Cuerpo de la Guardia Revolucionaria Islámica (IRGC). El gobierno de los Estados Unidos los llama Cuerpo de la Guardia Revolucionaria Islámica, mientras que las Naciones Unidas utilizan el nombre de Cuerpo de la Guardia Revolucionaria Iraní.

## Organización
La misión principal de la fuerza es la seguridad nacional. Es responsable de la seguridad interna y fronteriza, la aplicación de la ley y también de las fuerzas de misiles de Irán. Las operaciones del CRGI están orientadas hacia la guerra asimétrica y los deberes menos tradicionales. Estos incluyen el control del contrabando, el control del Estrecho de Ormuz y las operaciones de resistencia. El CGRI está destinado a complementar el papel más tradicional del ejército iraní regular, con las dos fuerzas operando por separado y centrándose en diferentes roles operativos.
El CRGI es una fuerza armada combinada con sus propias fuerzas terrestre, armada, fuerza aérea, inteligencia y fuerzas especiales. También controla la milicia Basij, una fuerza de voluntarios, con 90 000 soldados regulares y 300 000 reservistas. El CRGI está oficialmente reconocido como un componente del ejército iraní en virtud del artículo 150 de la Constitución iraní. Es una organización separada y paralela al otro brazo del ejército de Irán, que se llama Artesh (otra palabra persa para ejército). Especialmente en las aguas del Golfo Pérsico, se espera que el CRGI asuma el control de cualquier respuesta iraní a los ataques a sus instalaciones nucleares.

### Historia y estructura
El IRGC se formó el 5 de mayo de 1979 después de la Revolución Islámica de 1979 en un esfuerzo por consolidar varias fuerzas paramilitares en una sola fuerza leal al nuevo gobierno y funcionar como un contador de la influencia y el poder del ejército regular, inicialmente visto como una fuente potencial de oposición debido a su tradicional lealtad al Shah. Desde el comienzo del nuevo gobierno islámico, el Pasdaran (Pasdaran-e Enghelab-e Islami) funcionó como un cuerpo de fieles. La Constitución de la República Islámica confió la defensa de la integridad territorial e independencia política de Irán a los militares regulares (artesh), mientras que le dio al Pasdaran la responsabilidad de preservar la Revolución misma.

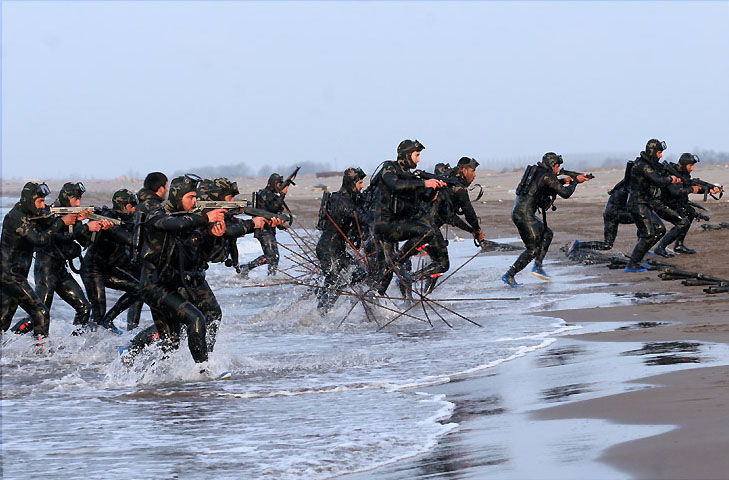
Fuerzas especiales navales del Cuerpo de la Guardia Revolucionaria Islámica.

Días después del regreso del ayatolá Ruhollah Jomeini a Teherán el 1 de febrero de 1979, la administración interina de Bazargan estableció el Pasdaran en virtud de un decreto emitido por Khomeini el 5 de mayo. El Pasdaran tenía la misión de proteger la Revolución y ayudar a los clérigos gobernantes en la aplicación diaria de los códigos y la moral islámica del nuevo gobierno. Había otras razones, quizás más importantes, para crear el Pasdaran. La Revolución necesitaba confiar en una fuerza propia en lugar de tomar prestadas las unidades contaminadas del régimen anterior. Como una de las primeras instituciones revolucionarias, el Pasdaran ayudó a legitimar la Revolución y le dio al nuevo gobierno una base armada de apoyo. Además, el establecimiento del Pasdaran notificó tanto a la población como a las fuerzas armadas regulares que el gobierno de Jomeini estaba desarrollando rápidamente su propio cuerpo de aplicación. Así, el Pasdaran trajo un nuevo orden a Irán. Con el tiempo, el Pasdaran rivalizaría con la policía y el poder judicial en términos de sus funciones. Incluso desafiaría el desempeño de las fuerzas armadas regulares en el campo de batalla.
Aunque el CGRI operaba independientemente de las fuerzas armadas regulares, a menudo se lo consideraba una fuerza militar por derecho propio debido a su importante papel en la defensa iraní. El CGRI consiste en tropas terrestres, navales y de aviación, que son paralelas a la estructura de los militares regulares. Sin embargo, el Pasdaran ha tenido el control exclusivo de las fuerzas estratégicas de misiles y cohetes de Irán.
Bajo el paraguas de los Pasdaran más convencionales estaban también las Fuerzas Basij (Fuerza de Resistencia Movilizable), una red de potencialmente hasta un millón de personas activas a las que se podría recurrir en momentos de necesidad. El Basij podría comprometerse a ayudar en la defensa del país contra amenazas internas o externas, pero en 2008 también se había desplegado para movilizar a los votantes en las elecciones y para una presunta manipulación durante tales actividades. Otro elemento fue la Fuerza Quds, un elemento de fuerzas especiales encargado de roles de guerra no convencionales.
Yahya Rahim Safavi, jefe del CGRI desde 1997, fue despedido como comandante en jefe de la Guardia Revolucionaria en agosto de 2007. El despido de Safavi interrumpió el equilibrio de poder en Irán en beneficio de los conservadores. El análisis en la prensa internacional consideró que la remoción de Safavi es un signo de cambio en las estrategias de defensa de Irán, pero la política general del Cuerpo de la Guardia Revolucionaria iraní no está determinada personalmente por su comandante.

### Estructura militar

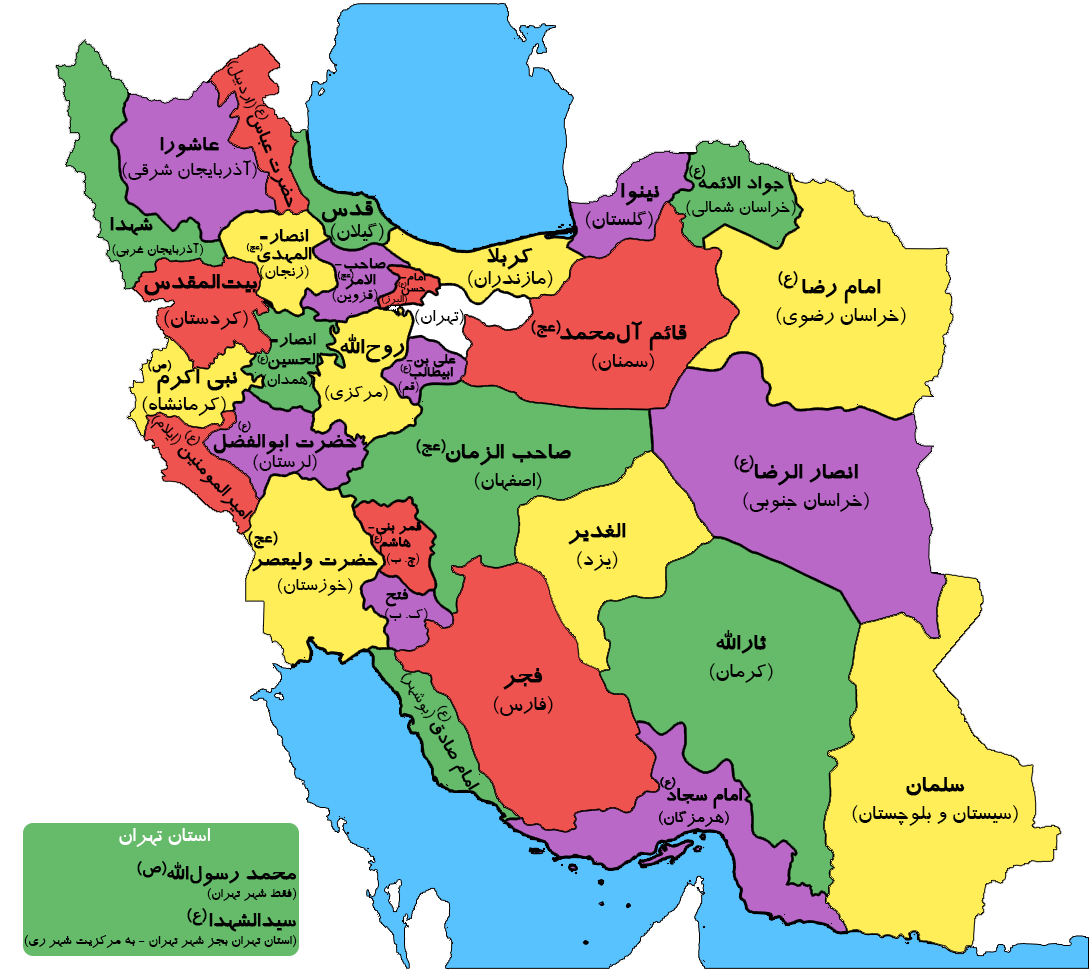
Cuerpos provinciales de la CRGI

A finales de julio de 2008, se informó que el CGRI estaba en proceso de cambiar drásticamente su estructura. En una sacudida, en septiembre de 2008, la Guardia Revolucionaria de Irán estableció 31 divisiones y un comando de misiles autónomo. La nueva estructura cambia el CGRI de una fuerza centralizada a una descentralizada con 31 cuerpos provinciales, cuyos comandantes ejercen una amplia autoridad y poder. Según el plan, cada una de las treinta provincias de Irán tendrá un cuerpo provincial, excepto la provincia de Teherán, que tendrá dos.

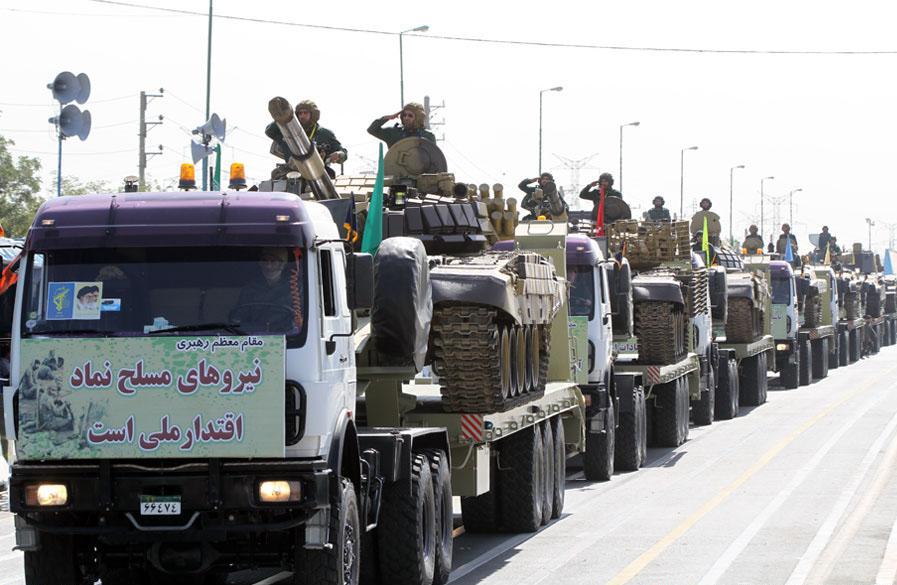
Tanques de los Cuerpos de la Guardia Revolucionaria Islámica en 2012 durante un desfile militar en Teherán

#### Fuerza Aeroespacial del Cuerpo de la Guardia Revolucionaria Islámica

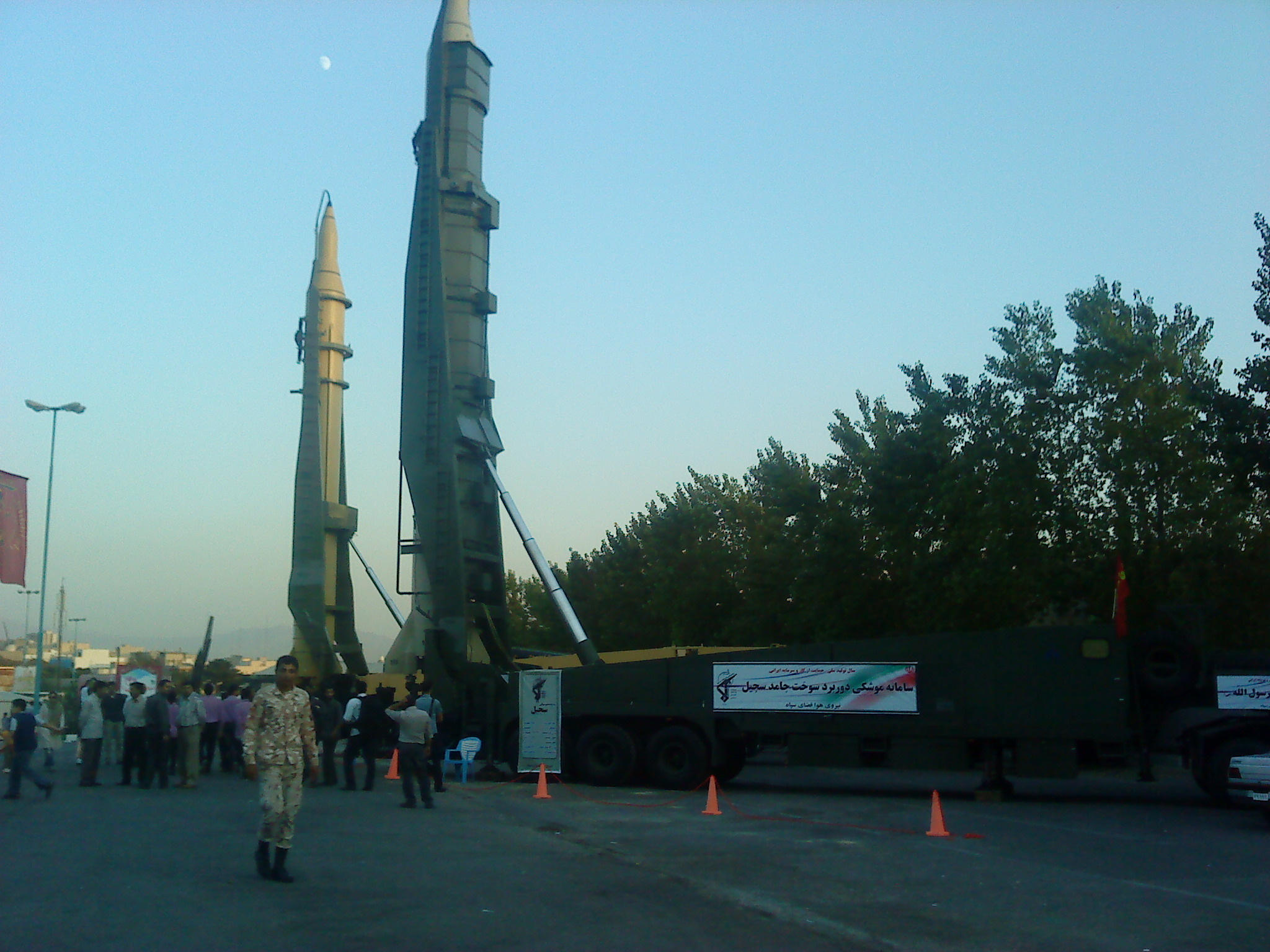
Qiam (izquierda) and Sejjil 2 (derecha), misiles balísticos en una exhibición en 2012.

#### Basij
El Basij es una milicia voluntaria paramilitar fundada por orden del ayatolá Jomeini en noviembre de 1979. Los basij están (al menos en teoría) subordinados y reciben sus órdenes de la Guardia Revolucionaria iraní y el actual líder supremo, el ayatolá Jamenei. Sin embargo, también se los ha descrito como "un grupo de organizaciones poco aliadas", incluidos "muchos grupos controlados por clérigos locales". Actualmente, los Basij sirven como una fuerza auxiliar que se dedica a actividades tales como la seguridad interna, así como a las fuerzas del orden, la prestación de servicios sociales, la organización de ceremonias religiosas públicas, y como policía moral y la represión de las reuniones disidentes.

#### Fuerza Quds
Se estima que la élite de la Fuerza Quds, a veces descrita como la sucesora de la Guardia Imperial del Shah, es de 7000 a 10 000 en número. Es una unidad de operaciones especiales, enfocada en guerra no convencional e inteligencia. La mayor parte de sus operaciones son extraterritoriales, y es responsable del entrenamiento y financiación de grupos terroristas reconocidos internacionalmente como Hezbolá en Líbano o Hamás en el Estado de Palestina (región).

#### Armada del Ejército de los Guardianes de la Revolución Islámica

Uno de los varios tipos de ataque rápido usado por el CGRI.

Los Cuerpos de la Guardia Revolucionaria Islámica comenzaron operaciones navales utilizando principalmente tácticas de enjambre y lanchas rápidas durante la fase de "Guerra de petroleros" de la Guerra Irán-Irak. La Marina del CGRI y la Marina regular se superponen con funciones y áreas de responsabilidad, pero son distintas en términos de cómo están capacitadas y equipadas, y más importante también en cómo luchan. La Armada de la Guardia Revolucionaria tiene un gran inventario de pequeñas naves de ataque rápido y se especializa en tácticas asimétricas de golpe y fuga. Es más parecido a una fuerza guerrillera en el mar, y mantiene grandes arsenales de defensa costera y misiles y minas de crucero antibuque. También tiene una unidad Takavar (fuerza especial), llamada Fuerza Especial de la Marina Sepah (F.E.M.S.).

#### Tropas terrestres

##### Cuerpo Ansar-ul-Mahdi
El Cuerpo Ansar-ul-Mahdi, Seguidores del Imam Mahdi, (duodécimo imán chií) es el principal responsable de la protección de los altos funcionarios del gobierno y el parlamento (excluyendo al Líder Supremo). A los oficiales se les confían muchas otras tareas especiales, como Contra inteligencia y Operaciones encubiertas más allá de las fronteras de Irán.
El cuerpo tiene cuatro capas de protección para los altos funcionarios y los agentes van a cada capa de acuerdo con su experiencia y lealtad. El actual comandante de Ansar-Ul-Mehdi es el coronel Asad Zadeh.

### Tamaño
El IISS Military Balance 2007 dice que el CGRI tiene más de 125 000 empleados y controla a Basij en la movilización. Estima que las Fuerzas Terrestres y Aeroespaciales del CGRI tienen una fuerza de 100 000 y están 'muy ligeramente tripuladas' en tiempos de paz. Estima que hay hasta 20 divisiones de infantería, algunas brigadas independientes y una brigada aerotransportada.
El IIES estima que las Fuerzas Navales del CGRI cuenta con 20 000 hombres, incluyendo 5000 Marines en una brigada de tres o cuatro Batallones Marinos, y están equipados con algunas armas de defensa costeras (algunas baterías SSM Seersucker HY-2 / CSS-C-3 y algunas baterías de artillería) y 50 lanchas patrulleras. El brazo aéreo del CGRI, controla la fuerza de misiles estratégicos de Irán y tiene una brigada estimada de Shahab-1/2 de 12 a 18 lanzadores, y una unidad Shahab-3.

### Comandantes superiores
- Mayor general actualmente en vacante (Comandante en jefe)[42]
- Contralmirante Ali Fadavi (Jefe del Estado Mayor Conjunto)[43]
- General de Brigada Mohammad Pakpour (Fuerzas terrestres de la Guardia Revolucionaria)[44]
- General de Brigada Amir Ali Hajizadeh (Fuerza Aeroespacial de la Guardia Revolucionaria)[45]
- Contralmirante Alireza Tangsiri (Armada de la Guardia Revolucionaria)[46]
- General de Brigada Gholamhossein Gheybparvar (Comandante de las fuerzas Basij movilizadas)[47]
- Mayor general Qasem Soleimani (Fuerza Quds)[48] - asesinado en 2020 durante el ataque aéreo del Aeropuerto Internacional de Bagdad
- General de Brigada Ismail Qaani (Fuerza Quds)

## Historia de combates

### Guerra civil del Líbano

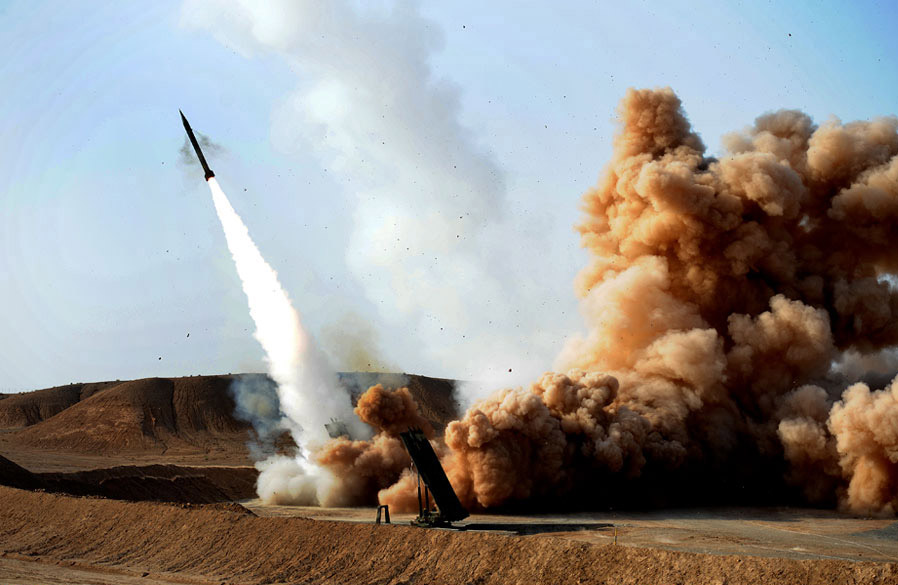
Zelzal-3

Durante la Guerra Civil Libanesa, el CGRI envió tropas para entrenar a los combatientes en respuesta a la invasión israelí de Líbano en 1982. En el Líbano, los partidos políticos tenían opiniones firmes con respecto a la presencia del CGRI. Algunos, principalmente las milicias cristianas como las Fuerzas Libanesas, las Falanges y la mayoría de los grupos cristianos declararon la guerra al CGRI, alegando que violaron la soberanía libanesa, mientras que otros, incluidas las milicias musulmanas, fueron neutrales ante su presencia. Grupos como el PSP y Mourabiton no aprobaron su presencia, pero para preservar las alianzas políticas decidieron guardar silencio sobre el asunto.

### Guerra del Líbano 2006
Durante la Guerra del Líbano de 2006, varios guardias revolucionarios iraníes fueron asesinados por las fuerzas israelíes en Baalbek, una ciudad cercana a la frontera siria. Los funcionarios israelíes creen que las fuerzas de la Guardia Revolucionaria iraní fueron responsables de entrenar y equipar a los combatientes de Hezbolá detrás del ataque con misiles contra el INS Hanit, que dejó cuatro marineros israelíes muertos y dañó gravemente el buque.

### Accidente aéreo de 2006
En enero de 2006, un Halcón CGRI se estrelló cerca de Oroumieh, a unas 560 millas al noroeste de Teherán, cerca de la frontera turca, informaron medios iraníes. Los quince pasajeros murieron, incluidos doce comandantes de alto rango del CGRI. Entre los muertos estaba el general Ahmad Kazemi, el comandante de las fuerzas terrestres del CGRI y veterano de la guerra Irán-Irak.
El general Masoud Jazayeri, portavoz del CGRI, dijo a la radio estatal que ambos motores del avión habían fallado, su tren de aterrizaje se había atascado y había nieve y poca visibilidad en ese momento.

### Posibles ataques a la Fuerza Quds
El 7 de julio de 2008, el periodista de investigación y autor Seymour Hersh escribió un artículo en el New Yorker afirmando que la Administración Bush había firmado un hallazgo presidencial que autorizaba a la División de Actividades Especiales de la CIA a iniciar operaciones paramilitares transfronterizas desde Irak y Afganistán hacia Irán. Estas operaciones serían contra la Fuerza Quds, el brazo de comando del CGRI que había sido acusado de repetidos actos de violencia en Irak y "objetivos de alto valor" en la guerra contra el terrorismo.

### Siria, 2011 – presente
Antes de la guerra siria, Irán tenía entre 2,000 y 3,000 oficiales CGRI estacionados en Siria, ayudando a entrenar a las tropas locales y administrando rutas de suministro de armas y dinero al vecino Líbano.
El general Qa'ani, oficial superior del Ejército de los Guardianes de la Revolución Islámica, dijo: "Si la República Islámica no estuviera presente en Siria, la masacre de civiles habría sido el doble de mala. Detuvieron física y no físicamente a los rebeldes. de matar a muchos más entre el pueblo sirio".
Soldados de la Guardia Revolucionaria iraní, junto con otras fuerzas chiitas de Hezbolá y miembros de la milicia Basij de Irán, participaron en la captura de Qusair de las fuerzas rebeldes el 9 de junio de 2013. En 2014, Irán aumentó su despliegue de CGRI en Siria.
194 soldados CGRI han sido asesinados en Siria; Casi todos estos soldados eran oficiales, y varios incluso llegaron al rango de Brigadier. Además, murieron 354 combatientes afganos que luchaban bajo el mando del CGRI, como parte de la Brigada Fatemiyoun equipada y capacitada por el CGRI, que es parte de Hezbolá. Otros 21 paquistaníes también murieron como parte de la Brigada Zainabiyoun. Los inmigrantes afganos y pakistaníes se ofrecieron como voluntarios para ir a Siria a cambio de salarios y ciudadanía. Los afganos fueron reclutados principalmente de refugiados dentro de Irán, y generalmente tenían experiencia en combate antes de unirse al CGRI; su condición de miembros del ejército iraní solo se reconoce vagamente y a veces se niega, a pesar de que las tropas son combatientes uniformados liderados por oficiales del CGRI. Fueron entrenados y equipados en Irán, los militares iraníes les pagaron salarios y recibieron funerales estatales con personal uniformado de CGRI. De mediados a fines de octubre de 2015 fue particularmente sangriento para el IRGC, debido a que intensificaron su participación en las ofensivas en Alepo. Durante este tiempo, 30 oficiales del CGRI, incluidos "tres generales, comandantes de batallón, capitanes y tenientes" y "un piloto" murieron en combates en Siria, al igual que varios auxiliares afganos y pakistaníes.
Los caídos incluyen al general Hossein Hamadani, Farshad Hosounizadeh (coronel del CGRI y excomandante de la Brigada de Fuerzas Especiales de Saberin), Mostafa Sadrzadeh (comandante del Batallón Omar de la Brigada Fatmiyoon) y Hamid Mojtaba Mokhtarband (comandante del IRGC).

### Irak, 2014-presente
Se informó que dos batallones de Guardias Revolucionarios estaban operando en Irak tratando de combatir la ofensiva del norte de Irak de 2014. Se considera que el IRGC es un patrocinador principal de las Fuerzas de Movilización Popular, una coalición flexible de milicias chiitas aliadas con el gobierno iraquí en su lucha contra el Estado Islámico de Irak y Siria (ISIS). Además, el mayor general Qasem Soleimani ha sido una fuerza instrumental en la misión de tierra iraní en Irak contra ISIS, supuestamente planeando la Segunda Batalla de Tikrit. En diciembre de 2014, el general de brigada Hamid Taqavi, veterano de la guerra Irán-Irak de 1980-1988, fue asesinado por francotiradores en Samarra. En mayo de 2017, Shaaban Nassiri, un alto comandante de IRGC, murió en combate cerca de Mosul, Irak.

### Dron israelí derribado en 2014
Los guardias revolucionarios de Irán dijeron que habían derribado un avión no tripulado israelí que se acercaba a la instalación nuclear de Natanz. Según ISNA, "el avión derribado era del tipo sigiloso, evasivo por radar y fue atacado por un misil tierra-aire antes de que lograra ingresar al área". La declaración de los guardias revolucionarios no mencionó cómo lo reconocieron como un avión no tripulado israelí. Israel no ofreció ningún comentario.

### Ataques de Israel a Irán en 2025
En la madrugada del 13 de junio de 2025, Israel lanzó una serie de ataques a gran escala contra objetivos en varias áreas de Irán. El nombre en clave de Israel para el ataque fue León Creciente.  Los ataques, llevados a cabo por las Fuerzas de Defensa de Israel y el Mossad, tuvieron como objetivo instalaciones nucleares, instalaciones militares y zonas residenciales. El ataque israelí fue el mayor ataque contra Irán desde la guerra entre Irán e Irak.En este ataque fue asesinado el entonces Comandante en Jefe de los Cuerpos de la Guardia Revolucionaria Islámica, Hossein Salami. 

## Influencia

### Política
El ayatolá Jomeini instó a las fuerzas militares del país a permanecer sin politizar. Sin embargo, la Constitución, en el Artículo 150, define al IRGC como el "guardián de la Revolución y de sus logros", que es al menos en parte una misión política. Por lo tanto, sus puntos de vista originales han sido objeto de debate. Los partidarios de Basiji han abogado por la politización, mientras que los reformistas, moderados y Hassan Khomeini se opusieron. El presidente Rafsanjani forzó la profesionalización militar y la desradicalización ideológica sobre el CGRI para frenar su papel político, pero el Pasdaran se convirtió en aliados naturales del Líder Supremo Ali Khamenei cuando los reformistas lo amenazaron. El IRGC se fortaleció bajo el presidente Ahmedinejad y asumió el mando formal de la milicia Basiji a principios de 2009.
Aunque nunca se respalda explícitamente ni se afilia a ningún partido político, la Alianza de Constructores del Irán Islámico (o Abadgaran) es ampliamente vista como un frente político para los Guardias Revolucionarios. Muchos exmiembros (incluido Ahmadinejad) se han unido a este partido en los últimos años y, según los informes, los Guardias Revolucionarios les han brindado apoyo financiero.
Como grupo de élite, los miembros de Pasdaran tienen influencia en el mundo político de Irán. El presidente Ahmadinejad se unió al CGRI en 1985, sirviendo primero en una operación militar en el Kurdistán iraquí antes de abandonar la primera línea para hacerse cargo de la logística. La mayoría de su primer gabinete consistió en veteranos de CGRI. Casi un tercio de los miembros elegidos para Majlis de Irán en 2004 también son "Pásdárán". Otros han sido nombrados embajadores, alcaldes, gobernadores provinciales y altos burócratas. Sin embargo, el estado de veterano de CGRI no implica un solo punto de vista.

### Actividad económica
El CGRI primero se expandió a la actividad comercial a través de redes sociales informales de veteranos y exfuncionarios. Los funcionarios del CGRI confiscaron los bienes de muchos refugiados que huyeron de Irán después de la caída del gobierno de Abolhassan Banisadr. Ahora es un vasto conglomerado que controla las baterías de misiles y el programa nuclear de Irán, pero también un imperio comercial multimillonario que llega a casi todos los sectores económicos. Las estimaciones lo controlan entre una décima parte y alrededor de un tercio de la economía de Irán a través de una serie de filiales y fideicomisos.
Los Angeles Times estima que CGRI tiene vínculos con más de cien empresas, con ingresos anuales que superan los $ 12 mil millones en negocios y construcción. CGRI ha recibido miles de millones de dólares en contratos en las industrias de petróleo, gas y petroquímica, así como en importantes proyectos de infraestructura.
Las siguientes entidades comerciales han sido nombradas por los Estados Unidos como propiedad o controladas por el IRGC y sus líderes.
- Khatam al-Anbia Construction Headquarters, el principal brazo de ingeniería del CGRI, y uno de los contratistas más grandes de Irán que emplea a unos 25,000 ingenieros y personal en proyectos militares (70%) y no militares (30%) por valor de más de $ 7 mil millones en 2006.[88]

- Oriental Oil Kish (industria del petróleo y el gas)[89]
- Ghorb Nooh[89]
- Consultor Sahel Ingeniería[89]
- Ghorb Karbala[89]
- Sepasad Engineering Co. (excavación y construcción de túneles)[89]
- Omran Sahel[89]
- Empresa Hara (excavación y construcción de túneles)[89]
- Gharargahe Sazandegi Ghaem.[89]
- Imensazen Consultant Engineers Institute (filial de Khatam al-Anbia)
- Fater Engineering Institute (filial de Khatam al-Anbia)

En septiembre de 2009, el Gobierno de Irán vendió el 51% de las acciones de la Compañía de Telecomunicaciones de Irán al Consorcio Mobin Trust (Etemad-e-Mobin), un grupo afiliado a la Guardia, por la suma de $ 7.8 mil millones. Esta fue la transacción más grande en la Bolsa de Teherán en la historia. IRGC también posee una participación del 45% en el grupo automotor Bahman Group y tiene una participación mayoritaria en el gigante naval SADRA de Irán a través de Khatam al-Anbia.
El CGRI también ejerce influencia sobre bonyads, fundaciones ostensiblemente caritativas no gubernamentales controladas por clérigos clave. El patrón de fundaciones revolucionarias imita el estilo de las redes económicas informales y extralegales de la época del Sha. Su desarrollo comenzó a principios de la década de 1990, se aceleró en la próxima década y se aceleró aún más con muchos contratos lucrativos sin licitación de la presidencia de Ahmadinejad. El CGRI ejerce una influencia informal, pero real, sobre muchas de esas organizaciones, que incluyen:
- Fundación Mostazafan (Fundación de los Oprimidos o Fundación Mostazafan)
- Bonyad Shahid va Omur-e Janbazan (Fundación de Asuntos de Mártires y Veteranos)[79]

### Análisis
Mehdi Khalaji, del Instituto de Washington para la Política del Cercano Oriente, argumenta que el IRGC es "la columna vertebral de la estructura política actual y un jugador importante en la economía iraní". El estado una vez teocrático se ha convertido en un estado de guarnición, como Birmania, en el que los militares dominan la vida social, cultural, política y económica, protegiendo al gobierno de oponentes internos en lugar de externos.
Greg Bruno y Jayshree Bajoria, del Consejo de Relaciones Exteriores, están de acuerdo y afirman que el CGRI se ha expandido mucho más allá de su mandato y se ha convertido en una "fuerza socio-militar-política-económica" que penetra profundamente en la estructura de poder de Irán. "La participación de los guardias en la política ha crecido a niveles sin precedentes desde 2004, cuando CGRI ganó al menos el 16 por ciento de los 290 escaños" en la Asamblea Consultiva Islámica de Irán. Durante las elecciones de marzo de 2008, los veteranos del CGRI ganaron 182 de 290 escaños, ayudando a Mahmoud Ahmadinejad a consolidar el poder.
La mitad del gabinete de Ahmadinejad estaba compuesto por ex oficiales del CGRI, mientras que otros fueron nombrados para gobernaciones provinciales.
Ali Alfoneh, del American Enterprise Institute, sostiene que "Si bien la presencia de ex oficiales de CGRI en el gabinete no es un fenómeno nuevo, sus números bajo Ahmadinejad — ocupan nueve de las veintiuna carteras ministeriales — no tienen precedentes". Además, Ahmadinejad purgó con éxito las gobernaciones provinciales de partidarios de Rafsanjani y Khatami y los reemplazó no solo con miembros del IRGC, sino también con miembros de la administración penitenciaria de Basij y la República Islámica.
El jefe del IRGC, general Mohammad Ali Ja’fari, anunció que los guardias pasarían por una reestructuración interna para contrarrestar las "amenazas internas a la República Islámica". Bruce Riedel, miembro principal de la Brookings Institution y exanalista de la CIA, argumenta que los Guardias fueron creados para proteger al gobierno contra un posible golpe.
Desde las disputadas elecciones presidenciales de 2009, el debate sobre cuán poderoso es el IRGC ha resurgido. Danielle Pletka y Ali Alfoneh ven la militarización irreversible del gobierno de Irán. Abbas Milani, director de Estudios iraníes en la Universidad de Stanford, cree que el poder de los Guardias en realidad excede el del Líder Supremo Ayatollah Khamenei. Frederic Wehrey, miembro adjunto de la Corporación RAND, cree que la Guardia Revolucionaria no es una unidad cohesiva de conservadores de mentalidad similar, sino más bien una institución fraccionalizada que apenas se empeña en derrocar a sus amos.

### Ayuda a organizaciones terroristas
El Departamento del Tesoro de los Estados Unidos ha señalado varias organizaciones terroristas diferentes que han sido apoyadas por el Cuerpo de la Guardia Revolucionaria Islámica, incluidas Hezbolá, Hamás, la Yihad Islámica Palestina (PIJ), el Frente Popular para la Liberación de Palestina-Comando General (PFLP-GC ) y los talibanes. En el informe del Departamento del Tesoro de los Estados Unidos, cuatro altos funcionarios del CGRI, Hushang Alladad, Hossein Musavi, Hasan Mortezavi y Mohammad Reza Zahedi, fueron nombrados específicamente para brindar apoyo a organizaciones terroristas. Hushang Alladad, un oficial financiero del CGRI, fue citado como administrador personal de apoyo financiero a grupos terroristas como Hezbolá, Hamás y PIJ. Se afirmó que tanto el general Hossein Musavi como el coronel Hasan Mortevazi habían brindado apoyo financiero y material a los talibanes. Se afirmó que Mohammad Reza Zahedi, el comandante de IRGC en el Líbano, jugó un papel crucial en la ayuda de Irán a Hezbolá. Según el Departamento del Tesoro de los EE. UU., Zahedi sirvió como enlace con Hezbolá y los servicios de inteligencia sirios, además de participar en acuerdos de armas que involucran a Hezbolá. El informe del Tesoro de los Estados Unidos detalla los métodos de apoyo del IRGC a los grupos terroristas: "El Gobierno de Irán también utiliza el Cuerpo de la Guardia Revolucionaria Islámica (IRGC) y el IRGC-QF para implementar sus objetivos de política exterior, que incluyen, entre otros, actividades aparentemente legítimas que brindan cobertura para operaciones de inteligencia y apoyo a grupos terroristas e insurgentes.Estas actividades incluyen inversión económica, reconstrucción y otros tipos de ayuda a Irak, Afganistán y Líbano, implementados por compañías e instituciones que actúan en nombre o por cuenta de , o son propiedad o están controlados por el CGRI y el gobierno iraní ".

## Controversias
Desde su origen como una milicia ideológicamente impulsada, el IRGC ha asumido un papel cada vez más firme en prácticamente todos los aspectos de la sociedad iraní. Su parte en la represión de la disidencia ha llevado a muchos analistas a describir los eventos que rodearon las elecciones presidenciales del 12 de junio de 2009 como un golpe militar, y al IRGC como un gobierno de seguridad militar autoritario para el cual su sistema clerical chiita no es más que una fachada.
Desde su creación, IRGC ha estado involucrado en muchas actividades económicas y militares, entre las cuales algunas suscitaron controversias. La organización ha sido acusada de contrabando (incluida la importación de bebidas alcohólicas ilegales, cigarrillos y antenas parabólicas, a Irán a través de embarcaderos no supervisados por el Gobierno), de entrenar y suministrar a combatientes de Hezbolá y Hamás, y de participar en la Guerra de Irak.
En diciembre de 2009, las pruebas descubiertas durante una investigación por el periódico Guardian y Guardian Films vincularon el IRGC con los secuestros de 5 británicos de un edificio del ministerio gubernamental en Bagdad en 2007. Tres de los rehenes, Jason Creswell, Jason Swindlehurst y Alec Maclachlan, fueron asesinados. . El cuerpo de Alan Mcmenemy nunca fue encontrado, pero Peter Moore fue liberado el 30 de diciembre de 2009. La investigación descubrió evidencia de que Moore, de 37 años, un experto en informática de Lincoln fue atacado porque estaba instalando un sistema para el gobierno iraquí que mostraría cómo una gran cantidad de la ayuda internacional se desvió a los grupos de milicias iraníes en Irak.
Según Geneive Abdo, los miembros del CGRI fueron designados "como embajadores, alcaldes, ministros del gabinete y altos funcionarios en instituciones económicas estatales" durante la administración del presidente Ahmadinejad. Los nombramientos en 2009 del Líder Supremo Ali Khamenei han dado a los "intransigentes" en la guardia "un poder sin precedentes" e incluyeron a "algunos de los hombres más temidos y brutales de Irán".
En mayo de 2019, Estados Unidos acusó al IRGC de ser "directamente responsable" de un ataque contra barcos comerciales en el Golfo de Omán. Michael M. Gilday, director del Estado Mayor Conjunto de los Estados Unidos, describió la inteligencia de los EE. UU. Que atribuye que el CGRI usó minas de lapa para atacar a cuatro petroleros anclados en el Golfo de Omán para abastecerse del puerto de Fujairah.

### Designación y sanciones terroristas
Desde el 15 de abril de 2019, Estados Unidos, que se opone a las actividades de Sepah, considera al CGRI como una organización terrorista, a la que, según se informa, se opusieron algunos altos funcionarios de la CIA y el Pentágono. El 8 de abril, el primer ministro israelí, Benjamin Netanyahu, tuiteó en hebreo que la designación terrorista de Estados Unidos era el cumplimiento de "otra solicitud importante mía". Esta designación fue criticada por varios gobiernos, incluidos Turquía, Irak y China, así como la Asamblea Consultiva Islámica , El parlamento de Irán, en el que los miembros vestían uniformes CGRI en protesta.
El 29 de abril de 2019, el subsecretario adjunto de Defensa de los Estados Unidos, Michael Mulroy, dijo que Irán presentaba cinco amenazas. El primero fue Irán obteniendo un arma nuclear. El segundo fue la seguridad marítima en el Estrecho de Ormuz y Bab al-Mandab, porque una parte sustancial del comercio de energía y los bienes comerciales pasan por esas áreas. El tercero se debió a su apoyo a representantes y organizaciones terroristas, incluidos Hezbolá en Líbano y Siria, hutíes en Yemen, algunos Hashd al-Shaabi en Irak y líderes de alto rango de al-Qaeda en Irán. El cuarto fue que Irán hizo misiles balísticos enviados a áreas controladas por Houthi de Yemen para su uso contra Arabia Saudita y a Siria con Hezbolá para usar contra Israel. Cyber es la quinta amenaza y una preocupación creciente. También dijo que la designación terrorista no otorgó ninguna autoridad adicional al Departamento de Defensa y que no estaban pidiendo ninguna.
El IRGC nunca ha sido designado como organización terrorista por las Naciones Unidas, aunque la UNSCR 1929 tuvo sus activos congelados (esto se levantó en 2016). Además de los Estados Unidos, el Reino Unido, un miembro del consejo de seguridad, también llama a proscribir al CGRI como grupo terrorista. La Unión Europea ya ha establecido sanciones contra el CGRI, aunque no está designado como un grupo terrorista como tal. Tras las manifestaciones llevadas a cabo en enero de 2023 en Bruselas y otras cincuenta ciudades europeas, que contaron con el respaldo de 117 eurodiputados, el Parlamento Europeo emitió una resolución en la que pedía a la UE que declarase al CGRI organización terrorista. El Consejo Europeo no ha adoptado tal decisión, pues sería necesaria una resolución judicial previa por parte algún Estado miembro.
Aunque Arabia Saudita y Baréin ya designaron al CGRI como una organización terrorista, varios países como Canadá y Australia también están examinando la posibilidad de designar al grupo (Canadá ya prohibió la Fuerza Quds en 2012).

### Respuesta a la designación de organización terrorista
El movimiento se encontró con reacciones desfavorables de los líderes y militantes iraníes. Poco después de que Estados Unidos anunciara la designación, el gobierno iraní declaró al Comando Central de los Estados Unidos, cuya área de responsabilidad incluye a Oriente Medio, como organización terrorista. Según el Consejo Supremo de Seguridad Nacional de Irán, la medida "fue en respuesta a la medida ilegal e imprudente de Estados Unidos". Al día siguiente, los miembros del Parlamento iraníes mostraron su apoyo al IRGC al usar colectivamente pantalones militares verdes y corearon "muerte a Estados Unidos" al abrir la sesión. El presidente iraní, Hassan Rouhani, también respondió a la medida, comentando que fue un error que solo aumentaría la popularidad del CGRI en Irán y en otros lugares.
| País/Organización | Fecha                 |
| ----------------- | --------------------- |
| Baréin            | 23 de octubre de 2018 |
| Arabia Saudita    | 23 de octubre de 2018 |
| Estados Unidos    | 15 de abril de 2019   |

Después de la designación, el Programa de Recompensas por la Justicia del Departamento de Estado de los Estados Unidos ofrece hasta 15 millones de dólares en recompensas por información de antecedentes financieros sobre el Cuerpo de la Guardia Revolucionaria Islámica y sus sucursales, incluido un financiero del CGRI, Abdul Reza Shahlai, quien también fue responsable de asesinando a cinco soldados estadounidenses en Karbala, Irak, el 20 de enero de 2007.

### Violaciones de derechos humanos
los manifestantes antigubernamentales fueron amenazados por el IRGC, días después de que estallaran las protestas tras el anuncio del aumento del precio del combustible. La amenaza marcó la llegada de una posible represión brutal contra los manifestantes. El 25 de noviembre de 2019, vídeos de represión brutal contra los manifestantes comenzaron a circular en Internet tan pronto como se restableció después de una semana de apagón impuesto por el gobierno. En uno de los vídeos, se puede ver a los voluntarios de la Guardia Revolucionaria montando en motocicleta, persiguiendo a los manifestantes.